# Zelinja Srednja
Zelinja Srednja je naseljeno mjesto u sastavu općine Gradačac, Federacija Bosne i Hercegovine, BiH.

## Geografski položaj
Naselje je smješteno između obronaka Međiđskog i Samarskog brda. U okviru mjesne zajednice se nalazi nekoliko manjih naseljenih mjesta: Kamenjani, Rijeka, Habibovići, Samar, Seperovići, Subašići i Mujkići. 
U naselju se nalaze 3 trgovinska objekata i osnovna škola, područna škola OŠ" Musa Ćazim Ćatić" Zelinja Donja. U Zelinji Srednjoj se je 1978. izgrađena, a 2008. renovirana džamija koja prima 1000 klanjača. Pored džamije podignut je spomenik šehidima iz prošlog rata. Dom kulture se nalazi u središtu naselja. Naselje je opremljeno i suvremenim malonogometnim poligonom s rasvjetom i cjelokupnom infrastrukturom. Područje čitavog naselja je pokriveno uličnom rasvjetom. Kroz naselje protiče rijeka Zelinjka. Zapadni dio mjesne zajednice graniči s manjim BH entitetom, Republikom Srpskom.

## Stanovništvo
| Zelinja Srednja    |                |                |                |                |
| godina popisa      | 2013.          | 1991.          | 1981.          | 1971.          |
| Bošnjaci           | 1.232 (98,32%) | 1.279 (98,76%) | 1.226 (97,14%) | 1.110 (99,73%) |
| Hrvati             | 1 (0,08%)      | 2 (0,15%)      | 0              | 0              |
| Srbi               | 0              | 0              | 2 (0,15%)      | 0              |
| Jugoslaveni        | 0              | 5 (0,38%)      | 34 (2,69%)     | 0              |
| ostali i nepoznato | 20 (1,60%)     | 9 (0,69%)      | 0              | 3 (0,26%)      |
| ukupno             | 1.253          | 1.295          | 1.262          | 1.113          |